# Jim Bludso
Jim Bludso è un film del 1917 diretto da Tod Browning, qui alla sua prima regia in un lungometraggio. Le fonti contemporanee sono contrastanti sulla questione se la direzione è stato uno sforzo congiunto tra Browning e la star del film, Wilfred Lucas.
Nel loro libro Dark Carnival: The Secret World of Tod Browning, Hollywood's Master of the Macabre, David J. Skal e Elias Savada suggeriscono che il nome di Lucas sia stato accreditato alla co-regia per motivi contrattuali, e che Browning abbia diretto il film da solo.

## Produzione
Il film è stato prodotto dal gruppo Fine Arts Film Company all'interno della Triangle Film Corporation, lo stesso studio che ha reso famoso le commedie di Douglas Fairbanks, per cui Browning aveva precedentemente lavorato come sceneggiatore.

### Adattamento
Jim Bludso era una poesia tratta dal Pike County Ballads di John Hay, un celebre numero nel repertorio degli attori. La Kalem Company aveva già tratto da quest'opera un cortometraggio da una bobina nel 1912. Per questa versione, Browning scrisse la sceneggiatura ispirandosi anche alla poesia  Little Breeches, sebbene gran parte dello svolgimento drammatico sia tratto dall'opera teatrale del 1903 di I.N. Morris. L'intento della poesia originale di Hay era quello di commemorare il coraggio di Jim Bludso e la sua abnegazione nel sacrificare la propria vita in modo che i passeggeri sulla sua barca potessero sopravvivere, tuttavia per il film fu messo a punto un lieto fine e realizzata una serie di circostanze attorno alla trama principale, ad esempio la scomparsa del Prairie Bell, la nave di Jim Bludso.

## Distribuzione
Distribuito dalla Triangle Distributing, il film uscì nelle sale cinematografiche statunitensi il 4 febbraio 1917.
La pellicola è considerata perduta.